# Distrito del Alto Apure
El Distrito del Alto Apure o Alcaldía Mayor del Alto Apure fue el nombre que recibió el órgano político-administrativo que coordinó el funcionamiento distrital de la región del Alto Apure a través de la alcaldía del Distrito del Alto Apure o alcaldía mayor del Alto Apure. Estuvo conformado por los municipios José Antonio Páez y Rómulo Gallegos del Estado Apure. La ciudad de Guasdualito fue su capital. Tenía una superficie de 25.550 km² y se estimó que para el 2010 alcanzó los 145 830 habitantes según el INE. En el censo nacional de 1990 se registraron 48 comunidades indígenas con 3107 pobladores.
El distrito del Alto Apure fue creado por ley especial el 18 de octubre de 2001. El objetivo de sus autoridades distritales era lograr la categoría de territorio federal para luego ascender a Estado, lo cual no se realizará por la supresión del mismo.
En 1999, con la aprobación de una nueva constitución se planteó la necesidad de reorganizar al distrito, y esto se hizo efectivo por medio de una ley especial aprobada por la Asamblea Nacional a finales de 2001 y que se publicó en Gaceta Oficial N.º 37.326 de fecha 16 de noviembre de 2001.
El 20 de diciembre de 2017 la Asamblea Nacional Constituyente aprobó el Decreto Constituyente para la Supresión y Liquidación del Área Metropolitana y Distrito del Alto Apure, disolviendo ambas entidades. Sin embargo, el 9 de enero de 2018 la Asamblea Nacional declaró la “absoluta nulidad” de la decisión de la Asamblea Constituyente de suprimir las entidades.

## Geografía
Se podía dividir geográficamente en dos áreas, la oeste que se ubica en el piedemonte andino donde se presentan colinas bajas que rondan los 300 m s. n. m. y la zona este que se encuentra en Los Llanos presentando depósitos arenosos y arcillosos entre los 100 y 200 m s. n. m. La vegetación es de bosque tropical lluvioso y bosque húmedo montañoso. En la región hay abundantes cursos de agua, destacan los ríos Apure, Arauca, Capanaparo, Cinaruco, Riecito, Sarare y Uribante.

## Economía
La agricultura y la ganadería eran las principales actividades económicas del antiguo Distrito del Alto Apure. En las zonas agrícolas se cultivaban productos como cacao, caña de azúcar, caraotas, frijoles, frutales, palma aceitera, plátano y yuca, entre otros. Las extensiones de cultivo abarcaban aproximadamente 6.931 hectáreas.
El sector ganadero se especializaba principalmente en la producción bovina, concentrando cerca del 40 % del total de cabezas de ganado del estado Apure.
Sin embargo, ambos sectores se veían afectados por diversos factores, entre ellos el narcotráfico, el contrabando de combustible, la presencia de grupos guerrilleros y paramilitares provenientes de Colombia, así como por los problemas de inseguridad vinculados a la delincuencia común.

## Política y gobierno
El gobierno del Distrito del Alto Apure estaba integrado básicamente por 2 órganos electos, un Alcalde Distrital o Mayor y un Cabildo Distrital.
Según el artículo 171 de la constitución venezolana de 1999, cuando 2 o más municipios pertenecientes a una o más entidades federales tengan intereses comunes, pueden asociarse constituyéndose en distritos metropolitanos o Alcaldías mayores, mediante la aprobación de la ley respectiva por parte de la Asamblea Nacional. Guasdualito era el asiento de los poderes públicos del Distrito.

### Alcalde mayor
El alcalde Mayor era la primera autoridad civil, política y administrativa del área, era electo por un período de cuatro años con posibilidad de reelección inmediata, podía ser revocado a mitad de su período constitucional. el último alcalde mayor era Jorge Rodríguez Galvis que llevaba tres periodos de gobierno consecutivos 2 de ellos fue elegido alcalde mayor desde el 2004 hasta el 2008 por el MVR, el segundo gobierno desde el 2008 hasta el 2012 fue elegido por el PSUV, en su tercer Gobierno desde 2013 hasta 2017 fue elegido por el partido VBR fue el único que ostentó el cargo de Alcalde Mayor hasta la Supresión Del Distrito.

#### Alcaldes
| Período     | Alcalde                | Partido político / Alianza | % de votos | Notas                                                                                    |
| ----------- | ---------------------- | -------------------------- | ---------- | ---------------------------------------------------------------------------------------- |
| 2004 - 2008 | Jorge Rodríguez Galvis |                            | 69,05      | primer Alcalde bajo elecciones directas                                                  |
| 2008 - 2013 | Jorge Rodríguez Galvis |                            | 51,16      | Reelecto (se postergan 1 año las elecciones municipales pautadas para finales del 2012)  |
| 2013 - 2017 | Jorge Rodríguez Galvis | VBR                        | 51,02      | Reelecto gobernó hasta el 20 de diciembre de 2017 fecha cuando fue suprimido el Distrito |

### Cabildo distrital
El Cabildo era el órgano legislativo de dicho organismo, sus integrantes eran electos cada 4 años con la posibilidad de ser reelegidos o reelegidas para nuevos períodos consecutivos, el cabildo emitía Ordenanzas y acuerdos que deben cumplirse en el Municipio José Antonio Páez y Rómulo Gallegos del Estado Apure.
Los habitantes del distrito también elegían a un representante para los pueblos indígenas en el Cabildo Distrital del Alto Apure.
Después de las elecciones Municipales de 2013, debido a la división interna del PSUV, el Partido Vanguardia Bicentenaria Republicana (VBR) obtuvo mayoría absoluta en el cabildo con 5 escaños, mientras el PSUV obtuvo 2 de los 7 escaños que conforman el organismo.
Composición del Cabildo 2013 - 2017
| Concejales       | Partido político / Alianza |
| ---------------- | -------------------------- |
| Ricardo Rosales  | VBR                        |
| Hermes Silva     | VBR                        |
| Misael Mendoza   | VBR                        |
| Luis Silva       | VBR                        |
| Betulio Guirigay | PSUV                       |
| Anuar Abou Assaf | PSUV                       |
| Yonis Torrealba  | Representante Indígena     |